# Stenometopiellus araxis
Stenometopiellus araxis är en insektsart som beskrevs av Aleksey A. Zachvatkin 1946. Stenometopiellus araxis ingår i släktet Stenometopiellus och familjen dvärgstritar. Inga underarter finns listade i Catalogue of Life.